# Édouard Cabane
Pour les articles homonymes, voir Cabane (homonymie).
Édouard Louis Lucien Cabane, né à Paris le 8 janvier 1857 et mort vers 1942, est un peintre français.

## Biographie

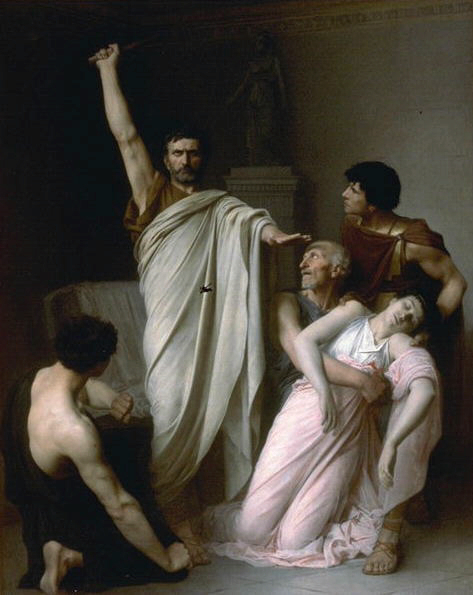
Le Serment de Brutus (1884), musée des Beaux-Arts de Bordeaux.

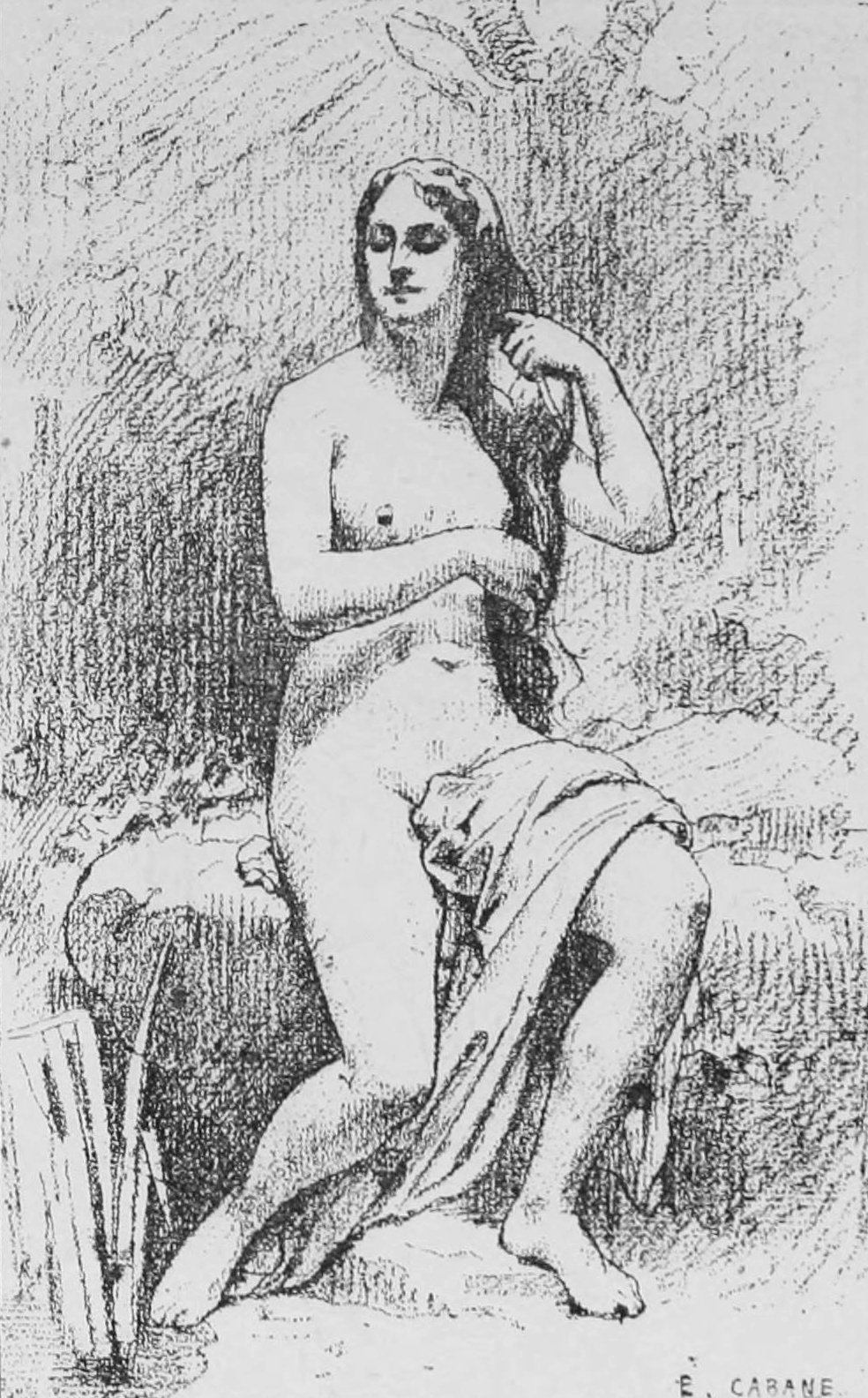
Nymphe, dessin publié dans le Catalogue illustré du Salon des artistes français de 1892.

Édouard Cabane est le fils de Jean Charles Stanislas Cabane (1830-1912), peintre d'histoire, et d'Anne Faure.
Élève de William Bouguereau et de Tony Robert-Fleury, il expose au Salon des artistes français dès 1881 et y obtient une mention honorable en 1886, une médaille de 3e classe en 1903 et une médaille de 2e classe en 1907, année où il devient en hors-concours. 
Mention honorable à l'Exposition universelle de 1889, sa toile Le Serment de Brutus lui permet de recevoir en 1884 le deuxième grand prix de Rome. 
On lui doit quatre grands panneaux pour l’église de Salies ainsi que de nombreuses toiles conservées, entre autres, au musée des Beaux-Arts de Bordeaux et au musée des Beaux-Arts de Reims. 
Il épouse en 1887 Lucie Marie Perrault, fille de Léon Perrault (1832-1908), peintre et conservateur du musée des Beaux-Arts de Bordeaux ; Armand Colin, Samuel Périvier (1828-1902), et William Bouguereau sont les témoins majeurs du mariage.
À partir des originaux de son beau-père, il réalise le Chemin de croix de la cathédrale de La Rochelle,.

### Famille
Édouard Cabane est le père d'André-Jean Cabane (né à Paris en 1888), également artiste peintre, et de Isabelle Jeanne Cabane (1894-1949), et le grand-père d'André Cabane. Par le mariage de sa sœur Marie-Andréa Cabane avec le peintre Adolphe Barnoin, il est aussi l'oncle du peintre Henri Alphonse Barnoin (1882-1940).
Il vit au 118, Boulevard Exelmans à Paris, jusqu'au décès de son épouse Lucie (1863-1936).

## Œuvres dans les collections publiques
- Bordeaux, musée des Beaux-Arts : Le Serment de Brutus, 1884, huile sur toile, second prix de Rome[11].
- Poitiers, musée Sainte-Croix : Portrait de mes parents, 1886, huile sur toile[12].
- Troyes, musée Saint-Loup :
  - Portrait du père du Dr Millard, 1881, huile sur toile[13] ;
  - Portrait de la mère du Dr Millard, 1882, huile sur toile[14].